# Руща-Плащизна
Руща-Плащизна (пол. Ruszcza-Płaszczyzna) — село в Польщі, у гміні Лонюв Сандомирського повіту Свентокшиського воєводства.
Населення — 271 особа (2011).
У 1975-1998 роках село належало до Тарнобжезького воєводства.

## Демографія
Демографічна структура на день 31 березня 2011 року:
|          | Загалом | Допрацездатний вік | Працездатний вік | Постпрацездатний вік |
| -------- | ------- | ------------------ | ---------------- | -------------------- |
| Чоловіки | 139     | 32                 | 89               | 18                   |
| Жінки    | 132     | 29                 | 72               | 31                   |
| Разом    | 271     | 61                 | 161              | 49                   |